# Pahalampi (sjö i Kajanaland)
Pahalampi är en sjö i Finland. Den ligger i kommunen Suomussalmi i landskapet Kajanaland, i den nordöstra delen av landet, 600 km norr om huvudstaden Helsingfors. Pahalampi ligger 212 meter över havet. Arean är 12 hektar och strandlinjen är 1,82 kilometer lång. Sjön  ingår i Uleälvens huvudavrinningsområde. 